# Jeff Horn
Jeff Horn est un boxeur australien né le 4 février 1988 à Brisbane.

## Carrière
Passé professionnel en 2013, il devient champion du monde des poids welters WBO de la catégorie le 2 juillet 2017 après sa victoire aux points face à Manny Pacquiao chez lui à Brisbane. Horn conserve son titre le 13 décembre 2017 face à Gary Corcoran par arrêt de l'arbitre au 11e round avant d'être à son tour battu par l'américain Terence Crawford au 9e round le 9 juin 2018.
Le 2 juillet 2023, il annonce mettre un terme à sa carrière, évoquant des troubles neurologiques.